# Onagawa (Miyagi)
Onagawa (jap. 女川町, -chō) ist eine Kleinstadt im Landkreis Oshika der japanischen Präfektur Miyagi.
Bekannt ist die Stadt für das Kernkraftwerk Onagawa, das sich teilweise auch im angrenzenden Ishinomaki befindet.

## Geographie

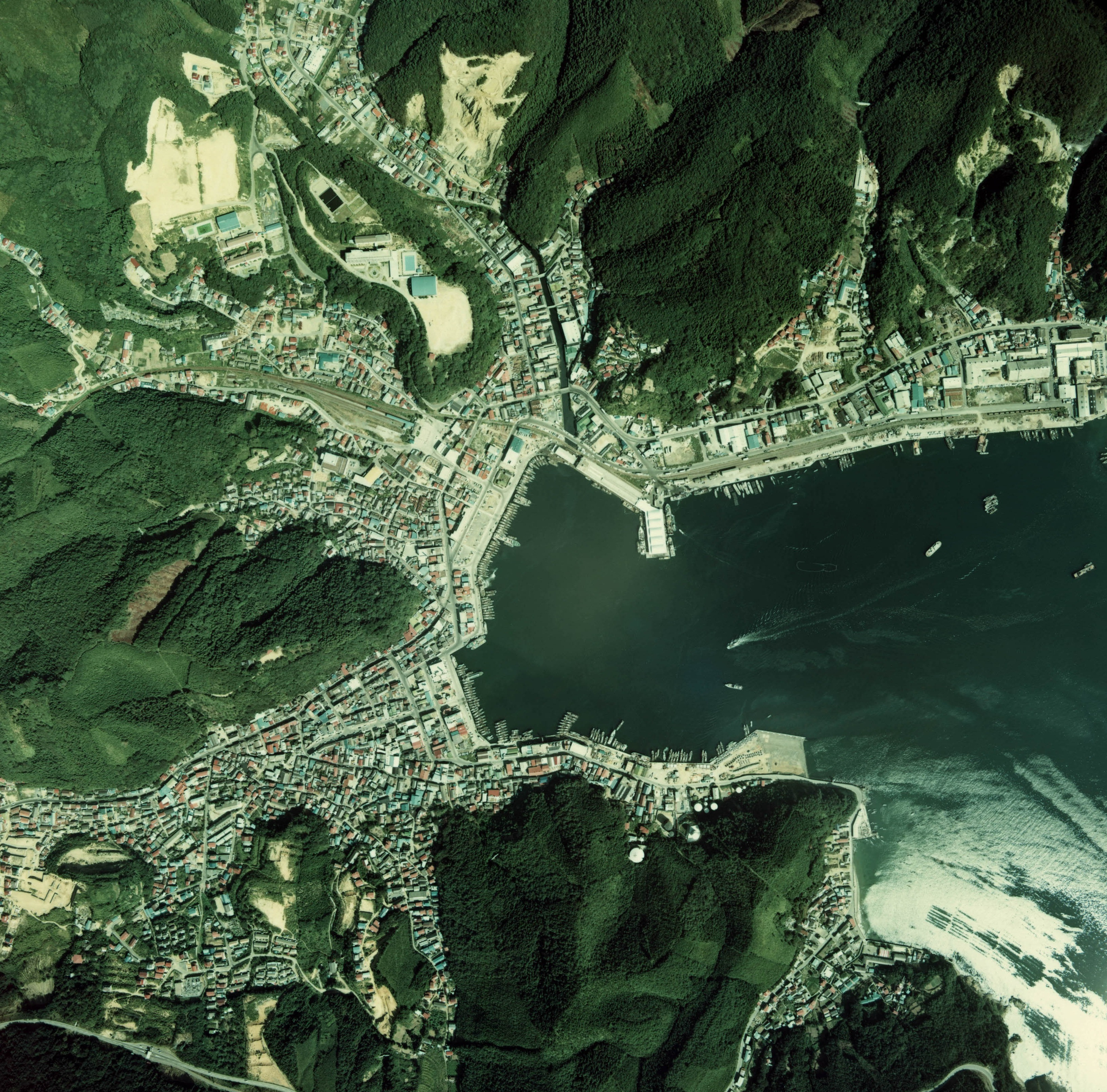
Urbanes Gebiet von Onagawa 1975 (Luftbild in Farbe), erstellt vom MLIT

Onagawa befindet sich am nördlichen Ende der Oshika-Halbinsel ostwärts entlang der Sanriku-Riasküste an der Onagawa-Bucht (女川湾, -wan).
Im Innersten der Onagawa-Bucht liegt der Hafen von Onagawa, während der Rest der Küstenlinie zahlreiche kleine Fischerdörfer beherbergt. Die Bucht öffnet sich im Osten zur Pazifikküste, besitzt einen 2,5 km breiten Buchteingang und eine Gesamtfläche von 12,1 km².
Vorgelagert sind die beiden bewohnten Inseln Enoshima (江島; 0,36 km²) und Izushima (出島; 2,68 km²). Bei Enoshima liegen noch weitere unbewohnte Eilande. Die gesamte Küste gehört zum Minamisanriku-Kinkazan-Quasinationalpark. Die bewohnten Flächen beschränken sich auf kleinere Küstenabschnitte und die Täler des Kitakami-Berglandes, so dass der größte Teil des Gemeindegebietes bewaldet ist. Östlich der Stadt befindet sich der 7,2 km² große See Mangokuura (万石浦). Durch die Stadt fließt der namensgebende Onagawa („Frauenfluss“).
Ausgenommen der Küste wird Onagawa von der Großstadt Ishinomaki umschlossen, die 2005 aus der Vereinigung der umliegenden Gemeinden entstand. Seitdem ist Onagawa auch die einzige Gemeinde im Landkreis Oshika.
Die Vielzahl an V-förmigen Buchten an der Sanriku-Küste macht diese besonders anfällig für Tsunamis, indem sie bewirken, dass die Tsunami-Energie konvergiert und verstärkt wird. Die Onagawa-Bucht gilt als typisches Beispiel für eine der V-Form nahekommend ausgeformte Bucht, die an der Mündung der Bucht breit und tief, am Ende der Bucht jedoch schmaler und flacher ist, und möglicherweise die Wellenhöhe von Tsunamis verstärken kann, wie beim Tōhoku-Erdbeben 2011.

## Geschichte
Onagawa wurde am 1. April 1889 zur Dorfgemeinde (mura) ernannt. Am 1. April 1926 erfolgte die Aufstufung zur Kleinstadt (chō).
Die Hauptindustrie der von Bergen und Meer umgebenen Stadt Onagawa war die Fischerei, und viele Fischer siedelten sich in der Stadt an. Als die japanische Fischereiindustrie in den 1970er Jahren zu schrumpfen begann, traf die Stadt die Entscheidung, sich als Standort für ein Kernkraftwerk anzubieten. So gesellten sich Beschäftigte der Bau- und Versorgungsindustrie als Einwohner der Stadt hinzu. Die Stadt nutzte die Subventionen für die Beherbergung des Kernkraftwerks sowie die Steuereinnahmen von mit dem Kernkraftwerk in Verbindung stehenden Unternehmen dazu, einen selbsttragenden Kreislauf einzurichten: sie errichtete Sport- und Touristeneinrichtungen und zog auswärtige Besucher an, die dann wiederum ihr Geld in Onagawa ausgaben. Als die Nachbarstadt Stadt Ishinomaki im Jahr 2005 mit sechs umliegenden Städten fusionierte und zweitgrößte Stadt in der Präfektur Miyagi wurde, entschied sich die Stadt Onagawa unabhängig zu bleiben und verweigerte den Anschluss an die Stadt Ishonomaki. Als Folge dieser Entscheidung verblieb Onagawa wie eine Enklave inmitten der Stadt Ishinomaki.
Onagawa hatte – wie viele andere ländlich geprägte japanische Städte – mit Problemen wie Rückgang und rascher Alterung der Bevölkerung zu kämpfen. Zur Weiterbildung besuchten junge Menschen die High Schools und darauffolgend das College der nahe gelegenen Stadt Ishinomaki, ohne aber danach wieder in die Stadt Onagawa zurückzukehren. Die Bevölkerung der Stadt Onagawa halbierte sich von 20.000 im Jahr 1965 und 16.000 im Jahr 1980 auf schließlich 10.000 Einwohner in den Jahren 2010 und 2011. Der Anteil der älteren Bevölkerung (über 65 Jahre alt) betrug rund ein Drittel. Die vom Tōhoku-Erdbeben 2011 ausgelöste Tsunamikatastrophe verstärkte diesen stark ausgeprägten Bevölkerungsrückgang weiter. Bis 2019 fiel die Bevölkerungszahl auf rund 6.500 ab, womit Onagawa japanweit zu den Gemeinden mit dem steilsten Bevölkerungsabfall zählte.

## Erdbeben- und Tsunamikatastrophen
| Katastrophenereignis | Völlig zerstörte Häuser | Zahl der Todesopfer | Quelle |
| --- | ----------------------- | ------------------- | ------ |
| Meiji 1896 (Erdbeben und Tsunami) | 10                      | 1                   | [ 7 ]  |
| Shōwa 1933 (Erdbeben und Tsunami) | 56                      | 1                   | [ 7 ]  |
| Chile 1960 (Erdbeben und Tsunami) | 192                     | 0                   | [ 7 ]  |
| Tōhoku 2011 (Erdbeben und Tsunami) | 2939                    | 850                 | [ 7 ]  |
| Anmerkung: Die Zahl der Todesopfer für die Tōhoku-Katastrophe 2011 errechnet sich aus den Gesamtzahlen der Toten und Vermissten des 153. FDMA-Schadensberichts vom 8. März 2016 abzüglich der Zahlenangaben katastrophenbedingter Todesfälle, die von der Wiederaufbaubehörde (Reconstruction Agency, RA) ermittelt wurden. |                         |                     |        |

### Historische Tsunami-Erfahrungen und Gegenmaßnahmen
Die Stadt Onagawa verfügte vor dem Tōhoku-Tsunami von 2011 über zwei Wellenbrecher, die nach dem Chile-Tsunami von 1960 erbaut worden und rund 1,5 km östlich des Hafens am Eingang der Bucht gelegen waren, jeder mit einer Länge von 300 m und in einer maximalen Tiefe von 28 m. Zwischen den beiden Wellenbrechern war eine Lücke von 150 m freigelassen worden.

### Tōhoku-Erdbeben und -Tsunami 2011

#### Ausmaß der Überflutung und Schäden
Das Tōhoku-Erdbeben vom 11. März 2011 löste einen Tsunami aus, der etwa 34 Minuten später, um 15:20 Uhr, in Onagawa eintraf. Der Tsunami erreichte in Onagawa eine Überflutungshöhe von 14,8 m. Nach anderen Angaben überschritt die maximale Überflutungshöhe in der Stadt 16 m, begünstigt durch die Ostströmung des Tsunamis bei gleichzeitiger Ost-Exponierung der Bucht von Onagawa. Der Tsunami überflutete drei Quadratkilometer und 48 Prozent der Fläche in den Wohngebieten Onagawas. Dabei wurde ein großer Teil des Stadtgebietes zerstört, einschließlich 12 der 25 Tsunami-Notunterkünfte (alle an Orten über 6 m Höhe). Die Zahl der völlig zerstörten Wohngebäude wird mit 2924 beziffert. Von den 4.607 dem Tsunami ausgesetzten Gebäuden im Überflutungsgebiet der Stadt Onagawa wurden 3.459 zerstört und fortgespült, was einer Quote von 75,1 % entspricht, der zweithöchsten Quote in der Präfektur Miyagi nach der Stadt Minamisanriku.
Die beiden Wellenbrecher, die am Eingang der Bucht von Onagawa zum Schutz des Hafens von Onagawa gegen hohe Windwellen errichtet worden waren, wurden bis auf wenige nahe am Land an jeder Seite der Bucht gelegene Caissons völlig vom Tsunami zerstört. Obwohl der Wellenbrecher nicht auf die Kräfte von Tsunamis ausgelegt worden war, war sein völliges Versagen nicht erwartet worden.
In dem im nordöstlichen Teil der Bucht von Onagawa gelegenen Dorf Takenoura, bei dem es sich hauptsächlich um ein kleines Fischerdorf handelt, wurde das gesamte Gebiet vom Tsunami überflutet, trotz des Wellenbrechers im Eingang der Bucht und eines sich 1,75 m über das Bodenniveau erhebenden Seawalls vor dem Dorf. In dem Dorf wurden auf der landwärtigen Seite des Seawalls Überflutungshöhen von 11,05 m und 8,73 m sowie auf der seewärtigen Seite von 11,91 m gemessen. Der Wellenbrecher erlitt Teilschäden, wobei der obere Teil des Wellenbrechers an vielen Stellen zerstört war.
Ein aus zwei Wagen bestehender Zug der Ishinomaki-Linie stand zum Zeitpunkt des Erdbebens abfahrtbereit am Bahnhof der JR-East-Station Onagawa. Der Tsunami riss diesen Zug mit sich fort, ebenso wie einen weiteren Zug, der für einige Thermalquellen-Einrichtungen genutzt wurde. Von den beiden Zügen aus der zweiwägigen Formation driftete der eine ungefähr 200 m fort und wurde vollständig zerstört, während der andere 100 m weiter landeinwärts trieb und auf einem Friedhof zu stehen kam, der auf einem Hügel lag. Zudem wurden das Bahnhofsgebäude und die Eisenbahnstrecke schwer beschädigt.
Entlang der Küstenlinie der Onagawa-Bucht entsprachen die gefundenen Tsunamispuren einer Tsunamihöhe von über 10 m. Am innerst gelegenen Teil der Onagawa-Bucht drang der Tsunami über einen Kilometer landeinwärts vor und folgte dabei den engen Tälern, die sich in die Küstenhügel einschneiden, von denen die Stadt Onagawa umgeben ist. Die Tsunamiwoge stieg auf annähernd 18 m an und überragte fast alle Gebäude des Gebietes mit Ausnahme derer auf einer zentral gelegenen Hanglage. Wenngleich die Stadt Onagawa auch über einen höher gelegenen und weniger vom Tsunami betroffenen Teil verfügte, war das Hauptgebiet der Stadt doch um den Hafen herum gelegen. Rund um den Hafen von Onagawa wurden viele Gebäude, einschließlich der Stahlbetonbauten, teilweise oder völlig zerstört. Im urban entwickelten Bereich waren alle Holzgebäude bis zu 400 m im Landesinneren eingestürzt, und die meisten Stahlskelettbaugebäude erlitten mittlere bis schwere Schäden und stürzten zusammen. Viele Stahlbeton-Gebäude erlitten moderate Schäden, einige wurden durch Umkippen stark beschädigt.
Umsturz und Verdriftung mehrgeschossiger Stahlbeton- oder Stahlskelettgebäude
In der Stadt Onagawa kam es zu einigen der überraschendsten Befunden an Gebäudeschäden während der Tōhoku-Katastrophe. In den Städten Onagawa und Miyako wurden mindestens acht Gebäude aus Stahlbeton oder Stahlkonstruktion gefunden, die vom Tsunami umgestürzt und fortgerissen worden waren. Neben Onagawa und Miyako kam es auch in Ōtsuchi in mindestens einem Fall zu einem ähnlichen Umkippen eines Stahlbeton-Gebäudes.
Allein in Onagawa ereigneten sich sechs dieser Fälle. Fünf Stahlbeton-Shear-Wall-Gebäude und ein Stahlskelettbau-Gebäude, sämtlich von 2- bis 3-geschossiger Höhe, wurden umgestürzt und während des Tsunamis von ihren ursprünglichen Positionen fortbewegt. Diese Art von Bauversagen war bis zu diesem Zeitpunkt nicht für Stahlbeton-Shear-Wall-Gebäude oder Stahlskelettbau-Gebäude unter Belastung von Tsunamis beobachtet worden. Über ein halbes Dutzend Gebäude waren umgestürzt und verschoben, dabei baulich aber vom Fundament bis zum Dach noch komplett. Diese Gebäude waren von hydrostatischen Auftriebskräften aufgetrieben und fortgetragen worden oder sie waren von hydrodynamischen Kräften des Ein- oder Rückstromes des Tsunamis oder von einer Kombination von beidem umgestürzt worden. Diese Gebäude hatten möglicherweise einen größeren Wert für das Verhältnis von Breite zu Höhe als andere Gebäude in der Nähe und besaßen alle eine geringe Grundfläche. Einige hatten Pfahlfundamente, andere Fundamentplatten. Zeugenaussagen zufolge hatte die erste ankommende Tsunamiwelle diese Gebäude umgeworfen.
- Eines dieser Gebäude (Gebäude „B“  i. S. v. Latcharote & al. 2017, „C“ i. S. v. Fraser & al. 2013), ein dreigeschossiges Stahlbeton-Shear-Wall-Gebäude mit einem zusätzlichen vierten Geschoss, das als Absteigequartier genutzt wurde, wurde 70 m von seinem ursprünglichen Platz fortbewegt, bis es an dem steil ansteigenden und befestigten Hügel. auf dem das Krankenhaus liegt, zum Stillstand kam.[22][23][8]
- Ein zweigeschossiges Stahlbeton-Kühlhaus (Gebäude „D“  i. S. v. Latcharote & al. 2017, „E“ i. S. v. Fraser & al. 2013), das mit Ausnahme von Türen und ein paar Fenstern im zweiten Stock aus einer geschlossenen Betonschale bestand, wurde durch hydrostatischen Auftrieb von seinem Pfahlfundament, das keine Zugfestigkeit hatte, abgehoben und über eine niedrige Mauer getragen, bevor es etwa 15 m landeinwärts von seiner ursprünglichen Position auf der Seite abgesetzt wurde.[16][23]

Andere umgestürzte Beton- und Stahlgebäude waren so offen gebaut, dass der hydrostatische Auftrieb entlastet werden konnte, wurden jedoch durch hydrodynamische Kräfte in der ankommenden oder zurückfließenden Tsunamiströmung umgestürzt.
- Ein viergeschossiges Bürogebäude (Gebäude „C“  i. S. v. Latcharote & al. 2017, „D“ i. S. v. Fraser & al. 2013) mit einem momententragfähigen Stahlskelett hatte zwar zahlreiche Fensteröffnungen und verlor viele seiner leichten Betonfertigteile, doch wurden trotz der damit offenen Struktur seine Schleuderbetonhohlpfähle abgeschert oder aus dem Boden gezogen, und das Gebäude wurde umgeworfen[8] und um etwa 15 m verschoben.[16][23][24]
- Ein zweigeschossiges Stahlbetongebäude (Gebäude „E“  i. S. v. Latcharote & al. 2017, „A“ i. S. v. Fraser & al. 2013), dessen unteres Geschoss als Polizeihäuschen genutzt worden war, wurde durch den Tsunami umgestürzt und vom rückfließenden Tsunami in seine endgültige Position gespült.[23] Den Schadensbefunden nach war es möglicherweise durch das Auftreffen von Trümmern umgeworfen worden.[8]

Einwände der Bauherren und Anwohner richteten sich gegen eine Bewahrung aller sechs Gebäude als Gedenkstätten durch die Stadt. Die Stadt Onagawa entschied, von den drei Stahlbetongebäuden, die in Onagawa eingestürzt waren, nur das umgestürzte, Gebäude der Onagawa Police Box (女川交番) (Gebäude „E“ i. S. v. Latcharote & al. 2017) in Onagawahama als Katastrophenruine zu erhalten. Die Entscheidung für die Erhaltung dieses Gebäudes fiel auf Grundlage von Kriterien wie Arbeitszeitplan der Erhaltung, Gebäudestabilität und Erhaltungskosten. Die anderen beiden Gebäude in Onagawahama, die zunächst als Forschungsgegenstand erhalten wurden, lagen hingegen sehr nahe am Kai, wurden als Behinderung der Küstenschutzarbeiten erachtet und schließlich zum Abriss freigegeben, worauf ihr Abriss im Jahr 2014 begann: Das 1967 erbaute, viergeschossige Onagawa Supplement mit einer Apotheke im ersten Geschoss, in das der Tsunami ein Fahrzeug gespült hatte. Und der viergeschossige (16,8 m hohe) Stahlskelettbau mit Stahlbeton Eshima Kyosai-Kaikan (Gebäude „C“  i. S. v. Latcharote & al. 2017), der als Wohngebäude gedient hatte und vom Tsunami fortgerissen worden war.

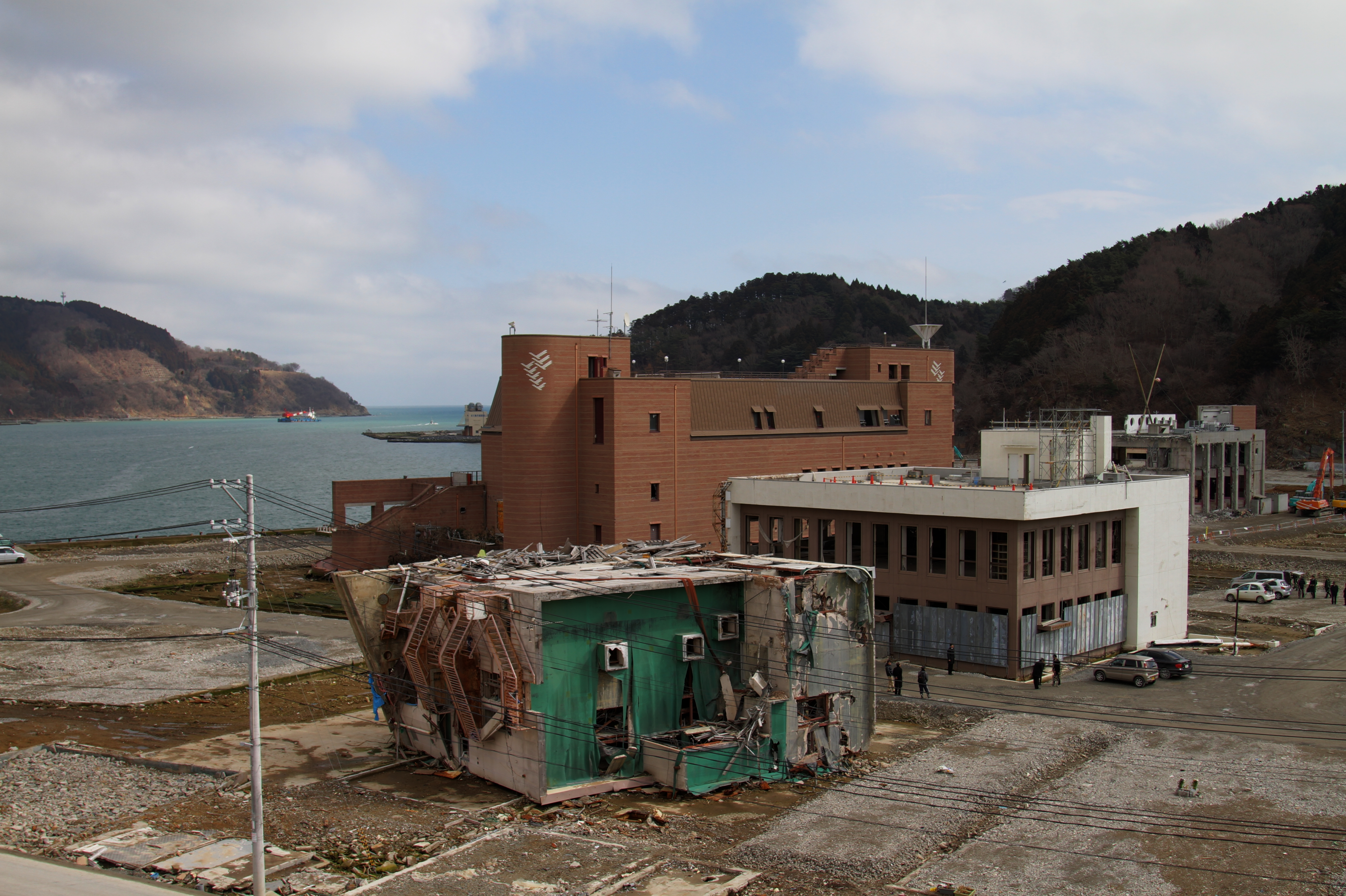
Der Stahlbetonkomplex (rötliches Gebäude) direkt am Hafen, von dessen Dach ein Überlebender ein Video des Tsunamis gefilmt hat, und (davor) das umgestürzte mehrstöckige Gebäude „C“ im Bezirk Oshika, genau ein Jahr nach dem Tsunami

Trotz der extremen hydrodynamischen Kräfte in diesem Gebiet überstanden viele Gebäude den Tsunami aufgrund der dichten Stadtbebauung, die ein gewisses Maß an Schutz bot. Ein aus 2 Gebäuden bestehender 4-geschossiger Gebäudekomplex direkt am Hafen erlitt beträchtliche Schäden an der Verglasung, begrenzte Schäden am Mauerwerk und den Verlust eines erhöhten Fußgängerübergangs, der die beiden Gebäude miteinander verbunden hatte. Mithilfe eines Videos, das ein überlebender Einwohner während der Katastrophe vom Dach dieses Stahlbetonkomplexes im Hafen von Onagawa gemacht hatte und das zum Teil auf die Internetseite der japanischen Zeitschrift Yomiuri Shimbun hochgeladen wurde, wurde die Strömungsgeschwindigkeit des aszendierenden Tsunamis in der Stadt Onagawa zum Zeitpunkt, als der Tsunami begann Häuser fortzuschwemmen, auf 6,3 m/s eingeschätzt, und die Strömungsgeschwindigkeit für den rückfließenden Tsunami auf 7,5 m/s, jeweils bei einer Fließtiefe von annähernd 5 Metern. Diese Verhältnisse werden als hinreichend für den Umsturz der Stahlbetongebäude erachtet. Kleinere Gebäude im Lee dieses Gebäudekomplexes direkt am Hafen oder anderer massiger Bauten wurden von diesen vor dem aszendierenden Tsunamistrom geschützt und blieben stehen, obwohl sie während des Tsunamirückflusses starke Schäden an nichttragenden Elementen erlitten.

#### Opfer
Die Brand- und Katastrophenschutzbehörde meldete in ihrem Schadensbericht vom 19. Mai 473 Tote und 620 Vermisste. Die Zahl der Toten erhöhte sich in der späteren Schadenserfassung auf 615, während noch 258 Menschen vermisst wurden.
Der Anteil der Opfer in Onagawa betrug etwa 8,7 Prozent der Bevölkerung, die vor der Katastrophe mit etwa 10.000 angegeben worden war. Wenn alle im 157. FDMA-Schadensbericht vom 7. März 2018 registrierten Toten und Vermissten berücksichtigt werden, ergibt sich eine Opferrate durch die Katastrophe von 8,7 %. Berücksichtigt man die im 153. FDMA-Schadensbericht vom 8. März 2016 registrierten Opfer (613 Tote und 259 Vermisste) abzüglich der von der Wiederaufbaubehörde (Reconstruction Agency, RA) gemeldeten katastrophenbedingten Todesfälle, wodurch sich eine Zahl von 850 Toten und Vermissten ergibt, so beträgt die Opferrate 8,46 %. Mit der gleichen Datengrundlage, aber allein auf das Überflutungsgebiet des Tsunamis in Onagawa bezogen, das eine Fläche von 3 km2 umfasste, ergibt sich eine Opferquote von 10,56 %, nach anderen Berechnungen von 11,9 %. Die überraschend hohe Opferquote kann als Hinweis dafür gewertet werden, dass ein Überleben in der Stadt Onagawa im Falle eines nahezu 20 m hohen Tsunamis schwer gewesen ist.
Im gesamten Großraum Ishinomaki, zu dem auch Onagawa neben Ishinomaki und dessen Nachbarstadt Higashimatsushima zählt, lebten zum Zeitpunkt der Katastrophe annähernd 220.000 Menschen, von denen 5300 durch die Katastrophe getötet wurden und rund 700 vermisst blieben.
| Gebiet in Onagawa | Todesopfer | Todesopfer | Einwohner | Tsunami                   | Tsunami             | Entfernung zur nächsten Evakuierungsstätte [m] |
| Gebiet in Onagawa | Rate [%]   | Anzahl     | Einwohner | Max. Überflutungshöhe [m] | Ankunftszeit [min.] | Entfernung zur nächsten Evakuierungsstätte [m] |
| --- | ---------- | ---------- | --------- | ------------------------- | ------------------- | ---------------------------------------------- |
| Onagawahama | 9,84       | 175        | 1.778     | 4,41                      | 39                  | 757                                            |
| Washinokamihama | 6,39       | 112        | 1.753     | 19,07                     | 39                  | 485                                            |
| Onmaehama | 8,72       | 41         | 467       | 13,03                     | 40                  | 525                                            |
| Takeura | 6,59       | 12         | 182       | 11,91                     | 40                  | 452                                            |
| Oura | 5,19       | 12         | 231       | 11,31                     | 40                  | 377                                            |
| Konorihama | 4,84       | 9          | 186       | 16,56                     | 39                  | 266                                            |
| Takashirohama | 1,35       | 1          | 74        | 15,93                     | 39                  | 131                                            |
| Yokoura | 9,43       | 10         | 106       | 14,90                     | 42                  | 626                                            |
| Nonohama | 3,95       | 3          | 76        | 17,19                     | 40                  | 326                                            |
| Igohama | 6,00       | 6          | 100       | 15,59                     | 42                  | 526                                            |
| Tsukahama | 3,40       | 10         | 294       | 12,59                     | 42                  | 348                                            |
| Quelle: Gesamtbevölkerung laut Statistics Bureau (統計局) und Director-General for Policy Planning (政策統括官), Volkszählung 2010; Todesopfer laut Brand- und Katastrophenschutzbehörde (消防庁 = Fire and Disaster Management Agency, FDMA); Maximale Überflutungshöhe und Ankunftszeit des Tsunamis laut The 2011 Tohoku Earthquake and Tsunami Joint Survey Group; Entfernung zur nächsten Evakuierungsstätte vom Wohnort laut den Evakuierungsstättendaten der Cabinet Secretariat Civil Protection Portal Site (https://www.kokuminhogo.go.jp/en/pc-index_e.html) des Kabinettssekretariat (内閣官房) und den Luftaufnahmen und Karten der Geospatial Information Authority of Japan (GSI) vom Tsunami Damage Mapping Team, Association of Japanese Geographers. |            |            |           |                           |                     |                                                |

#### Evakuierung
Der Umstand, dass die hohe Sterblichkeitsrate in der Überflutungszone der Stadt Onagawa höher lag als diejenige der Stadt Minamisanriku, deren überflutetes Gebiet ähnlich bevölkert war und eine ähnliche Überflutungshöhe aufwies, deutet auf erhebliche Unterschiede im Evakuierungsverhalten zwischen diesen beiden Städten hin.
Im Hauptgebiet der Stadt befanden sich das Rathaus, ein Krankenhaus und die Station Onagawa, die alle schwere Schäden erlitten. Am Rathaus stieg der Tsunami bis in das dritte Geschoss, was einer Überflutungshöhe von 13,52 m entspricht.
Das 145 m landeinwärts vom Hafen gelegene und als Evakuierungsstätte ausgewiesene Krankenhaus der Stadt wurde bis in etwa 2 m Höhe das Erdgeschosses überflutet, obwohl es sich auf einem Hügel über dem Hafen, 15 bis 16 m Höhe über dem Meeresspiegel, befand. Daraus ergibt sich eine Überflutungshöhe von 17,39 m. Die Überflutung reichte aus, um ebenfalls in 16 m Höhe befindliche Fahrzeuge auf dem Parkplatz des Krankenhauses in den Fluten auftreiben zu lassen.
28 Menschen wurden in der Stadt Onagawa in einem Kesselraum eines fünfstöckigen Stahlbetongebäudes gerettet, das von dem Tsunami vollständig überflutet worden war.

## Verkehr
Der Ort ist an das Schienennetz mit JR East Ishinomaki-Linie angeschlossen, die von Kogata in Misato startet und in Onagawa endet. Die Stadt besitzt zwei Bahnhöfe: Urashuku und Onagawa.
Bedeutendste Fernstraße ist die Nationalstraße 398 nach Ishinomaki oder Yurihonjō.
Vom Hafen gehen Fähren über Izushima nach Enoshima als auch zur von Ishinomaki verwalteten Insel Kinkasan.

## Bildung
In Onagawa befinden sich drei Grundschulen, zwei Oberschulen und eine präfekturale Oberschule.

## Weblinks

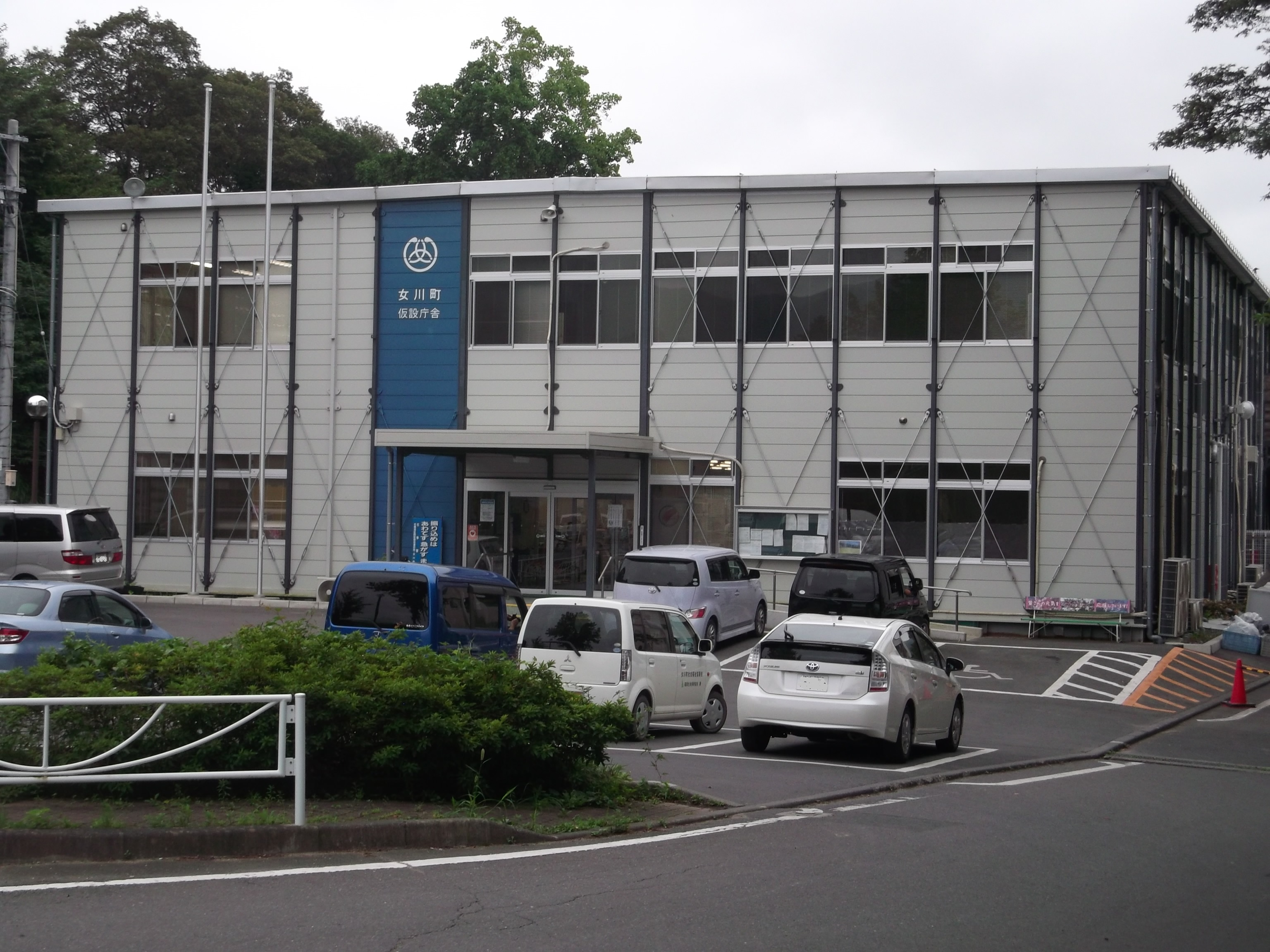
Temporäres Gebäude des Rathauses von Onagawa 316 Ohara, Onagawahama, Onagawa-cho, Oshika-gun, Präfektur Miyagi